# تامس اینترنشنال
تامس اینترنشنال (انگلیسی: Toms International) شرکت صنایع غذایی دانمارکی است، که در سال ۱۹۲۴ تأسیس شد.